# Castelo de San Felipe (Puerto de la Cruz)
O Castillo de San Felipe é uma edificação de caracter originalmente defensiva localizada na cidade de Puerto de la Cruz, no norte da ilha de Tenerife (Canárias, Espanha).

## Localização
Está situado a uns 900 metros do centro urbano, na costa de Porto de la Cruz, na desembocadura do barranco de San Felipe do que toma o nome. Em seu meio localiza-se a Praia Jardim.

## História
O castelo foi um dos quatro fortins que na antiguidade defenderam a cidade. Começou a construir-se em 1599 numa zona na que se dispunham duas lânguidas plataformas dotadas com pequenos canhões que já tinham demonstrado a sua eficácia ao recusar um ataque pirata perpetrado por cinco navios. A construção do fortim concluiu-se a princípios do século XVII, concretamente em 1604, e desde então serviu como base defensiva ante possíveis corsários que procuravam refúgio na enseada do Porto. Entre os primeiros alcaides que estiveram à frente do castelo se encontram o capitão Juan Antonio de Franchy, nomeado em 1644, Diego Benítez de Lugo, Lorenzo Perera de Ponte, Alonso Calderón, Benito Viña, Juan Francisco de Ponte e Carlos Franchy. Com a nomeação, em 1725, de José Agustín Machado Espínola fecha-se a lista, de um total de cinquenta alcaides, segundo recolhe o historiador Pinto de la Rosa em sua obra Apuntes para la História de las Antigas Fortificaciones de Canarias. No século XIX foi reformado pois o passar do tempo tinha-o deteriorado. Em 1878, procedeu-se a desartillar-lho e foi entregue à prefeitura com o objectivo de destiná-lo a trabalhos de enfermaria e lazareto. Finalmente, em 1924, declarou-se inadequado para as necessidades do Exército e foi clausurado.

## Descrição
O castelo de San Felipe destaca entre todos os erigidos em sua época nas Canárias por ser de um refinado estilo colonial. Construído de mamposteria, tem um perímetro de forma pentagonal e, ainda que num início rodeava-o um fosso e dispunha de uma ponte levadiça, foi substituído mais tarde por uma passarela fixa. Contava originalmente com duas plantas, habilitada a segunda para alojar a uns 35 soldados aproximadamente. Estava equipado com três canhões de ferro, dois de 24 libras e outro de 16. A aparência com que luze hoje em dia o castelo responde à reforma efectuada no século XIX.

## Protecção
Foi declarado Monumento Histórico Artístico a 22 de abril de 1949, baixo a protecção da Declaração genérica do Decreto de 22 de abril de 1949, e a Lei 16/1985 sobre o Património Histórico Espanhol.
Além de baluarte defensivo, ao longo de sua história tem sido lazareto, enfermaria, cidadela, depósito, sociedade de tiro e restaurante. No final do século XX acometeu-se por parte do consistório portuense a uma profunda remodelagem que transformou o recinto em centro cultural municipal e palco para concertos musicais e exposições artísticas. A mal uns 50 metros do castelo se conserva o antigo armazém de pólvora ou Polvorim.

## Galeria de imagens

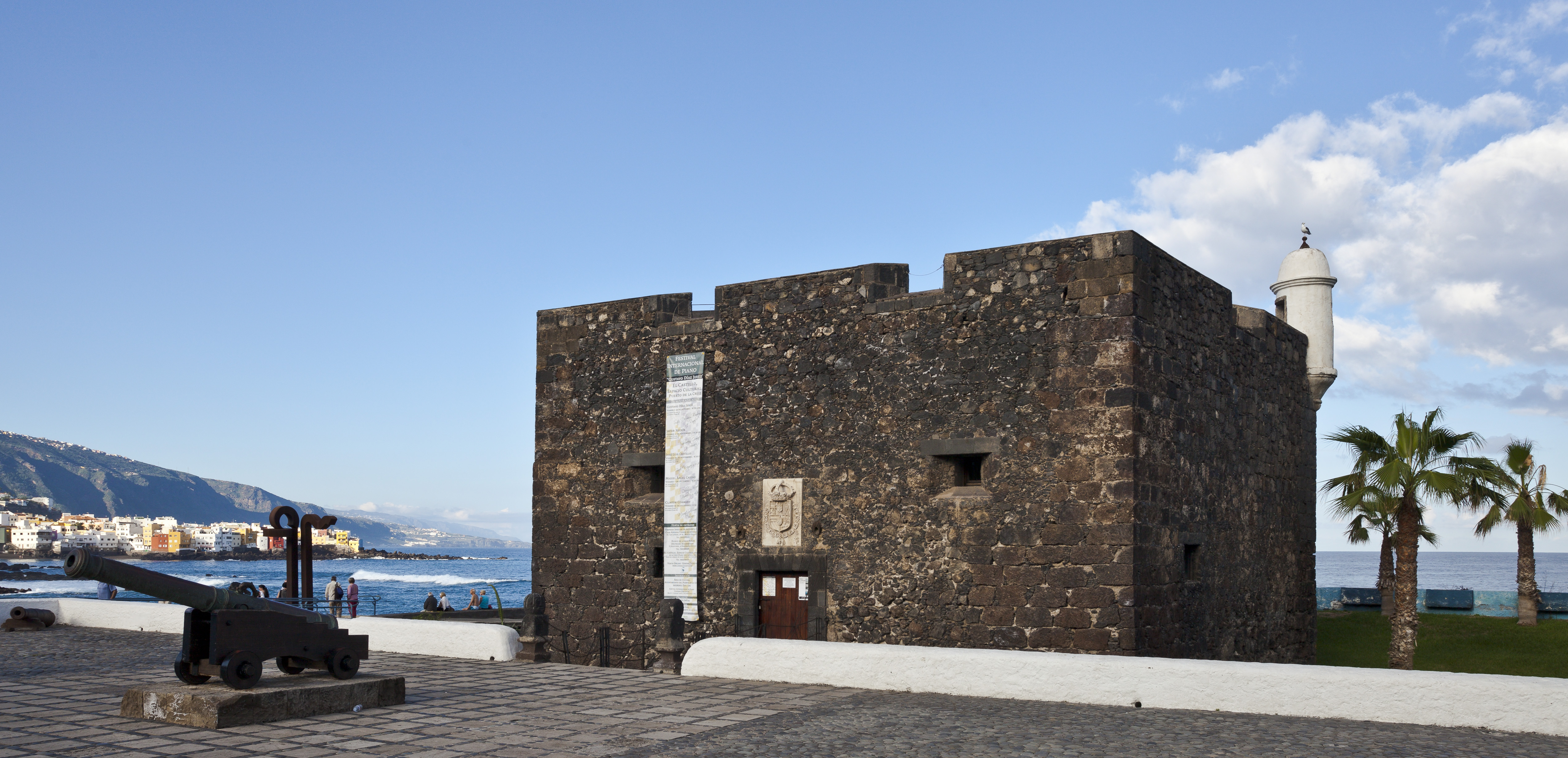
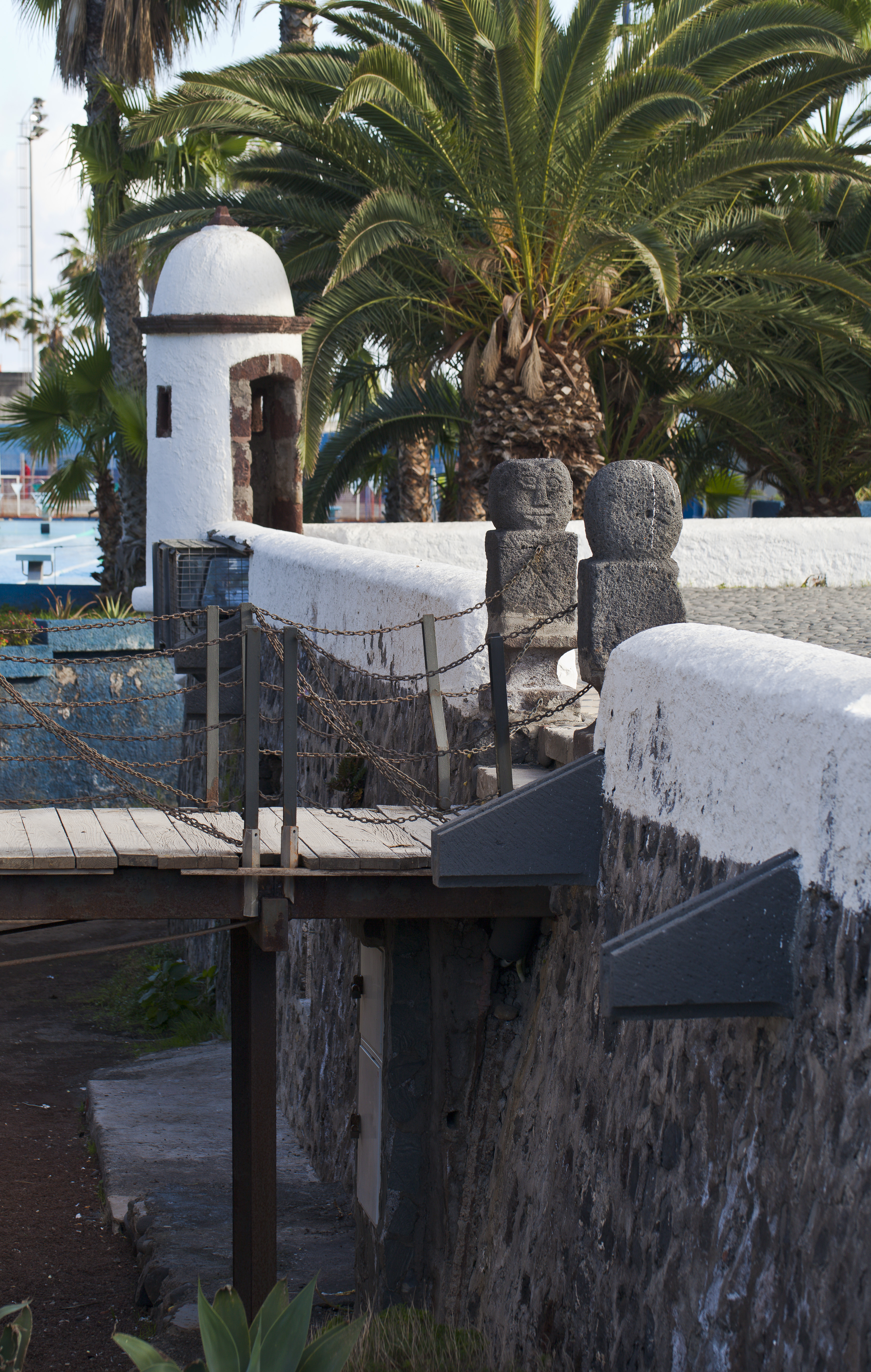
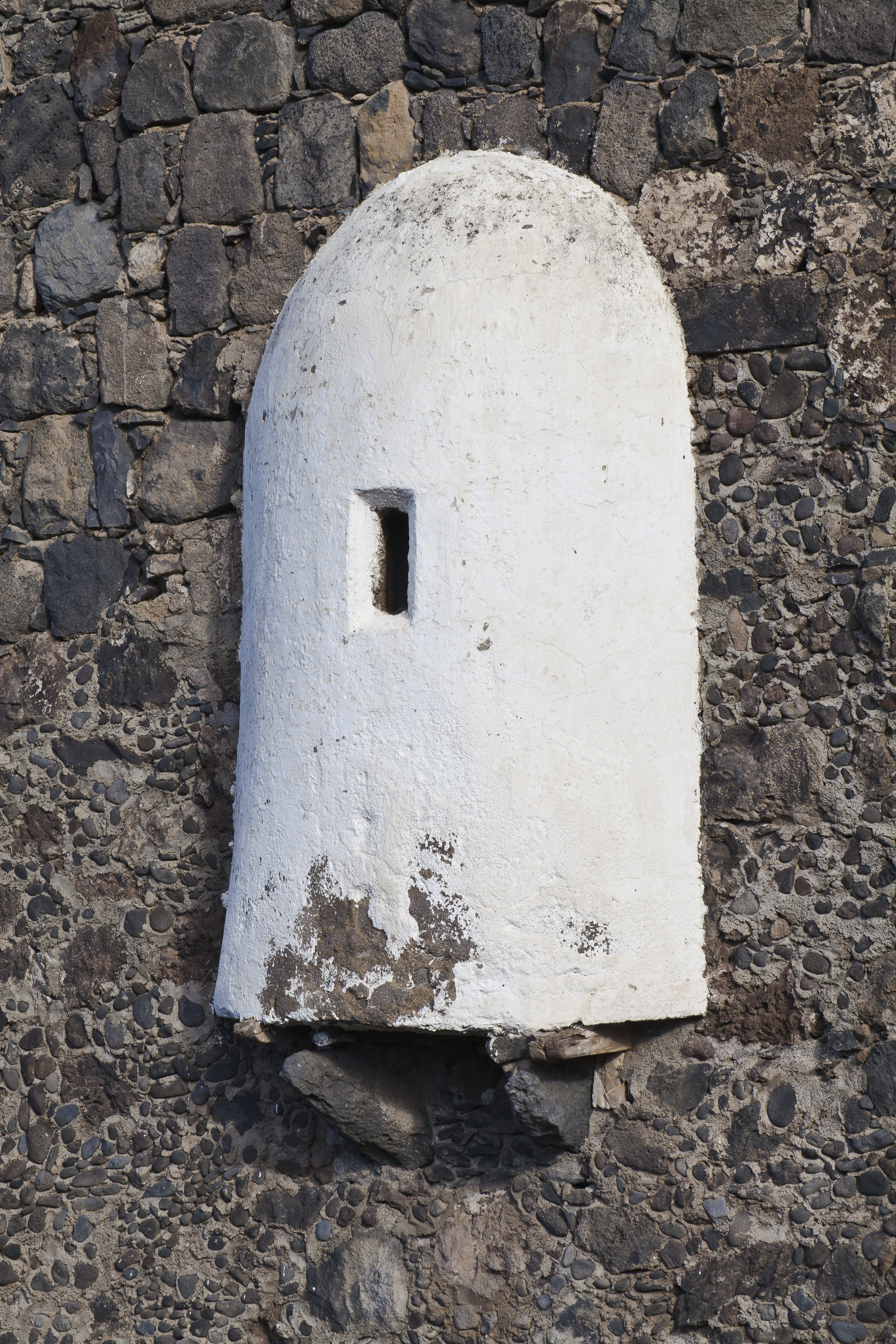
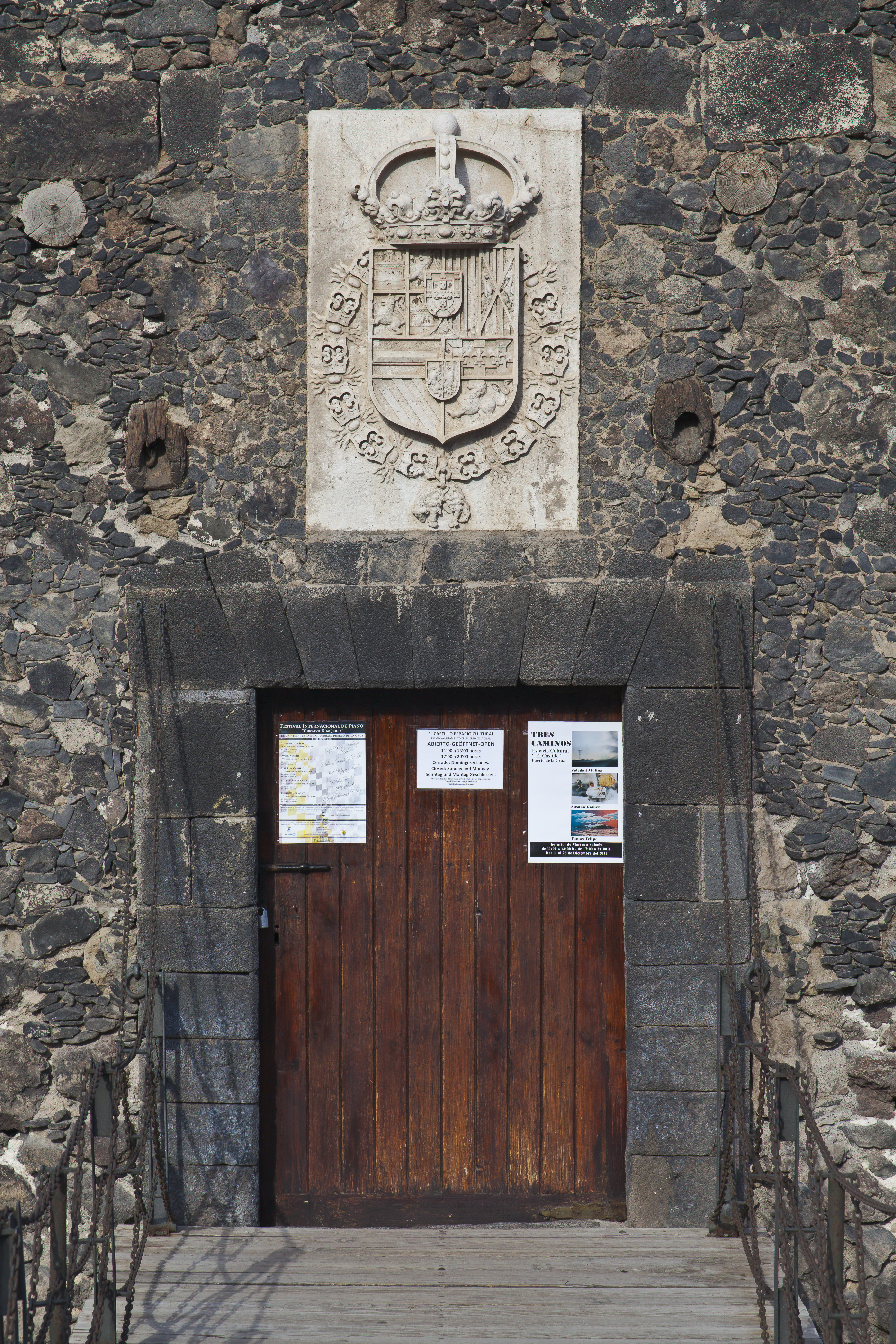
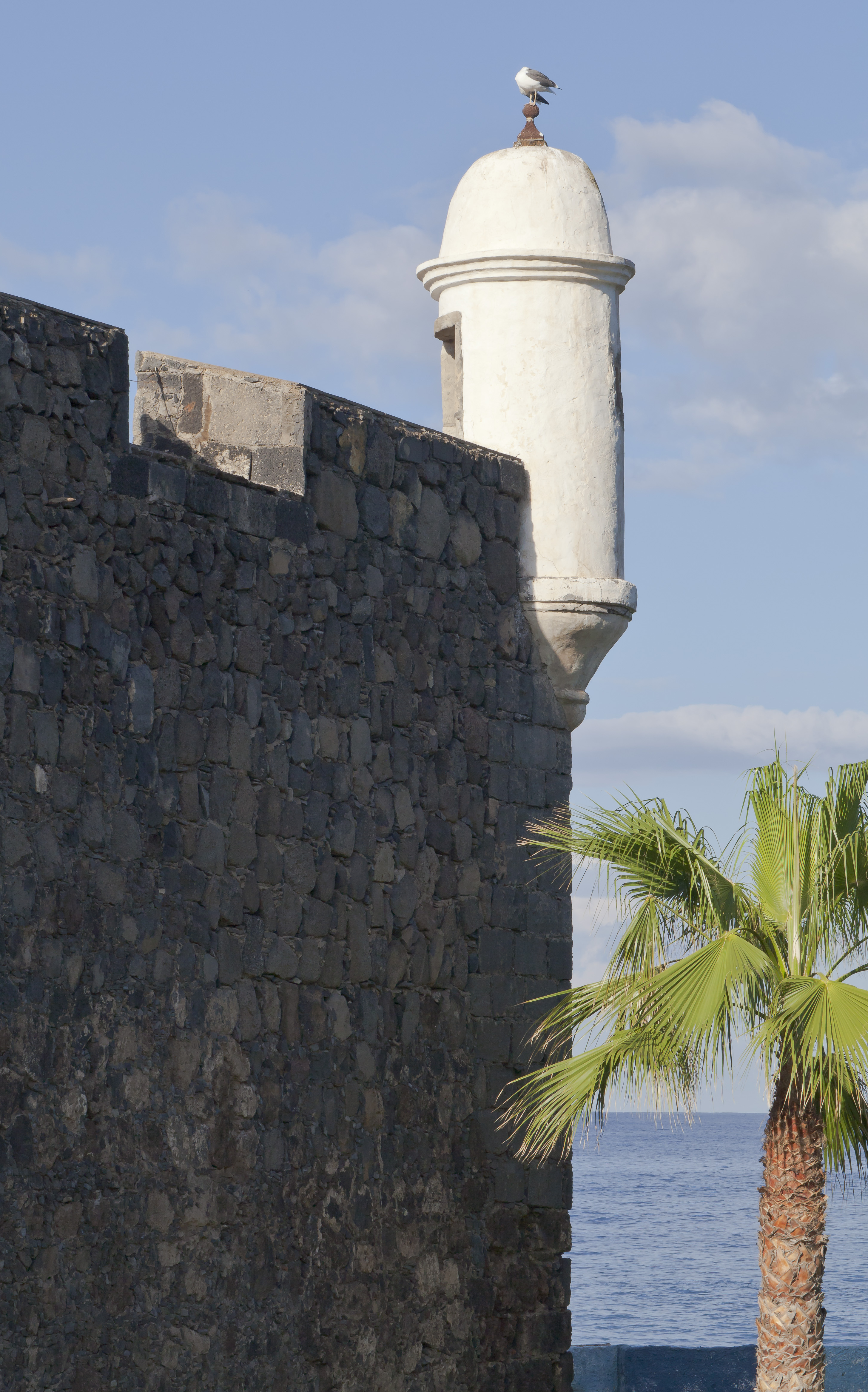
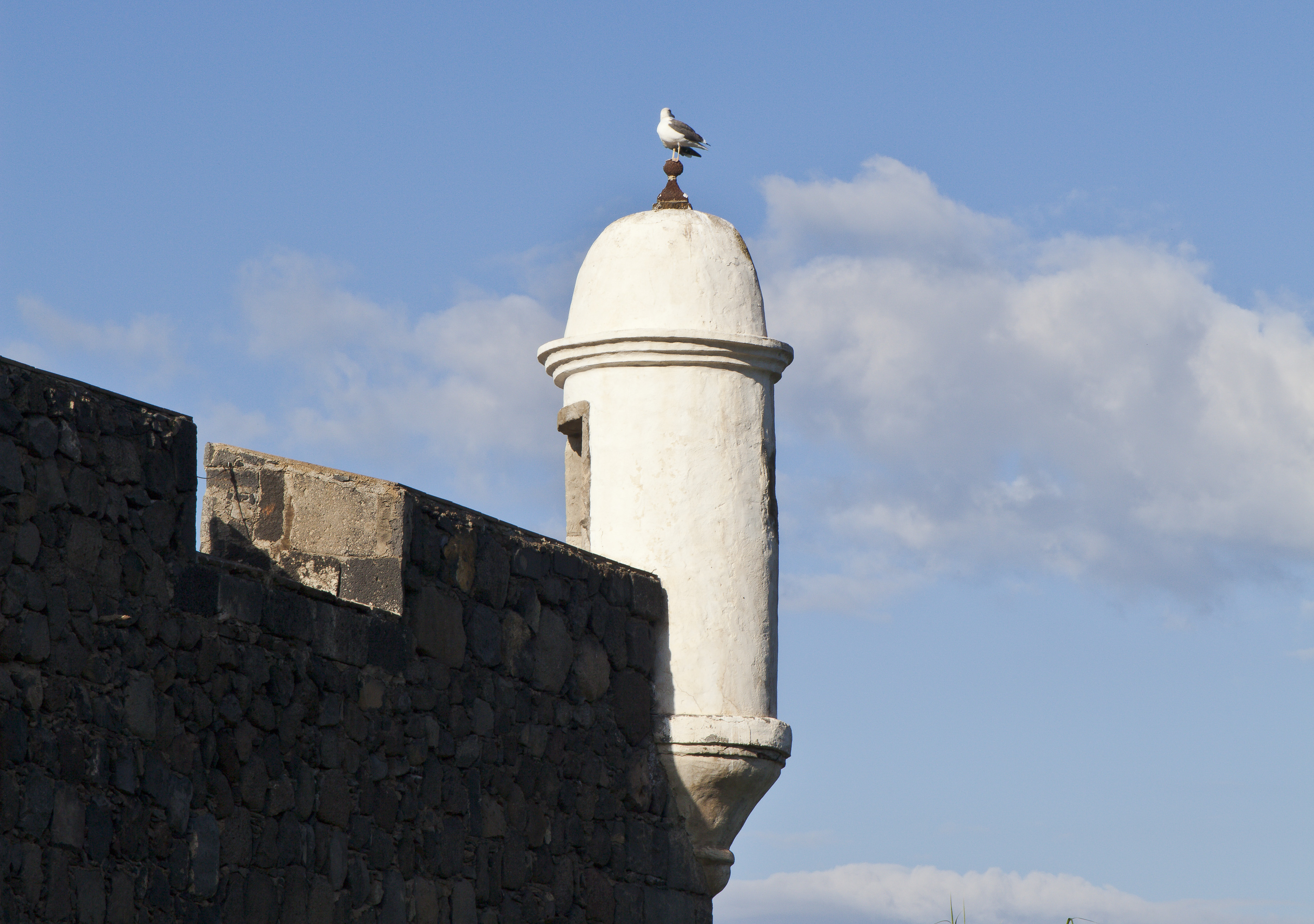
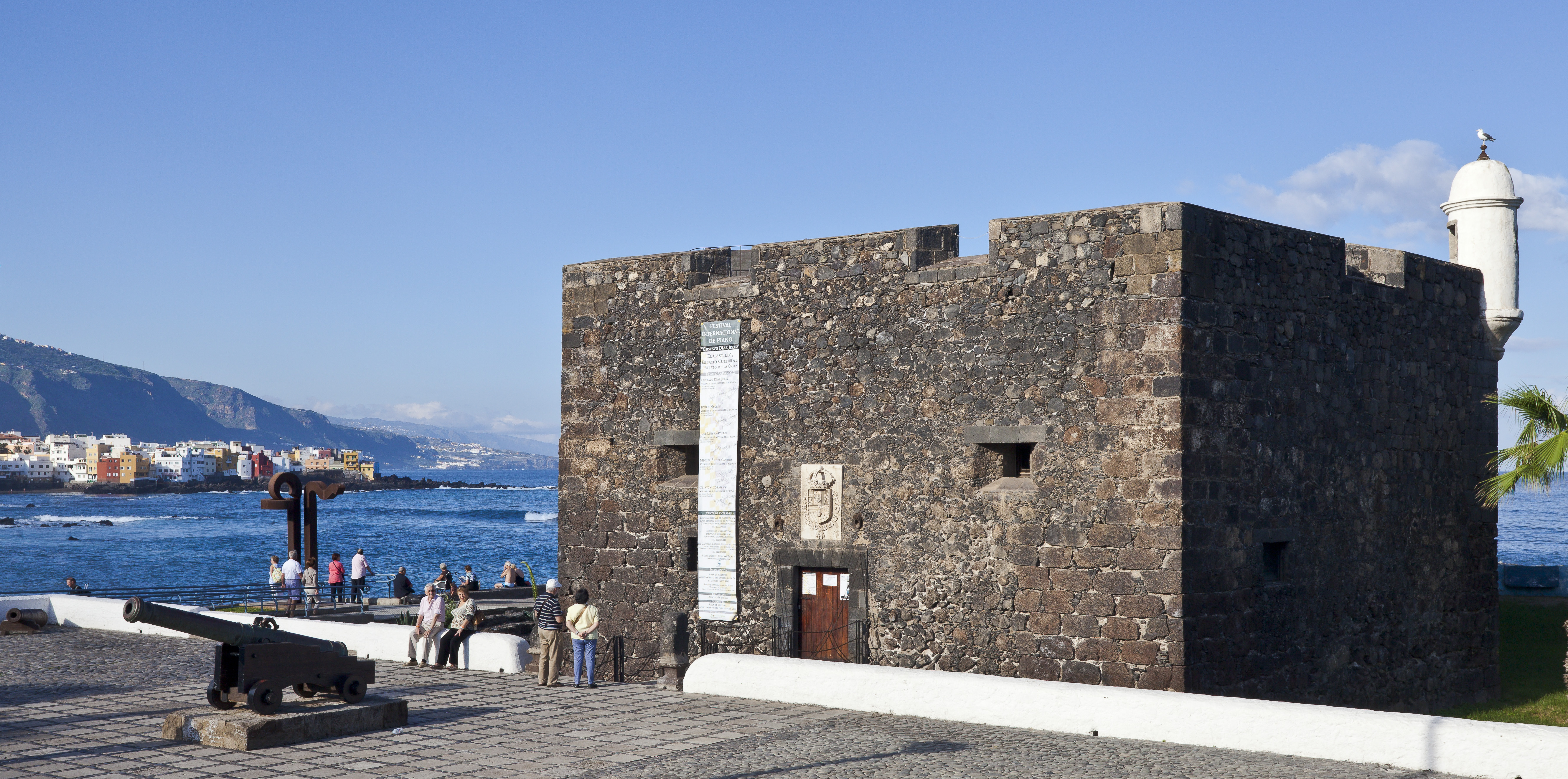